# Courcelles-sur-Aire
Courcelles-sur-Aire és un municipi francès situat al departament del Mosa i a la regió del Gran Est. L'any 2007 tenia 40 habitants.

## Demografia

### Població
El 2007 la població de fet de Courcelles-sur-Aire era de 40 persones. Hi havia 20 famílies, de les quals 4 eren unipersonals (4 dones vivint soles i 4 dones vivint soles), 8 parelles sense fills i 8 parelles amb fills.
La població ha evolucionat segons el següent gràfic:
Habitants censats

### Habitatges
El 2007 hi havia 24 habitatges, 18 eren l'habitatge principal de la família, 5 eren segones residències i 1 estava desocupat. Tots els 24 habitatges eren cases. Tots els 18 habitatges principals que hi havia estaven ocupats pels seus propietaris; 1 tenia una cambra, 1 en tenia tres, 5 en tenien quatre i 11 en tenien cinc o més. 17 habitatges disposaven pel capbaix d'una plaça de pàrquing. A 9 habitatges hi havia un automòbil i a 8 n'hi havia dos o més.

### Piràmide de població
La piràmide de població per edats i sexe el 2009 era:
| Homes | Edats   | Dones |
| ----- | ------- | ----- |
| 0     | 95 o +  | 0     |
| 0     | 90 a 94 | 0     |
| 0     | 85 a 89 | 0     |
| 0     | 80 a 84 | 0     |
| 4     | 75 a 79 | 0     |
| 4     | 70 a 74 | 0     |
| 0     | 65 a 69 | 4     |
| 0     | 60 a 64 | 0     |
| 4     | 55 a 59 | 0     |
| 4     | 50 a 54 | 0     |
| 0     | 45 a 49 | 4     |
| 4     | 40 a 44 | 8     |
| 0     | 35 a 39 | 0     |
| 0     | 30 a 34 | 0     |
| 0     | 25 a 29 | 0     |
| 4     | 20 a 24 | 0     |
| 0     | 15 a 19 | 12    |
| 4     | 10 a 14 | 8     |
| 0     | 5 a 9   | 0     |
| 0     | 0 a 4   | 0     |

## Economia
El 2007 la població en edat de treballar era de 25 persones, 20 eren actives i 5 eren inactives. De les 20 persones actives 19 estaven ocupades (11 homes i 8 dones) i 1 aturada (1 home). De les 5 persones inactives 1 estava jubilada, 3 estaven estudiant i 1 estava classificada com a «altres inactius».
Activitats econòmiques
Dels 2 establiments que hi havia el 2007, 1 era d'una empresa extractiva i 1 d'una empresa de fabricació de material elèctric.
L'any 2000 a Courcelles-sur-Aire hi havia 6 explotacions agrícoles.

## Poblacions més properes
El següent diagrama mostra les poblacions més properes.